# 谢夫欧
谢夫欧（法語：Chef-Haut，法語發音：[ʃɛf o] ⓘ）是法国大東部大區孚日省的一个市镇，属于讷沙托区。

## 地理
谢夫欧（48°21'22"N, 6°0'54"E）面积3.18 平方千米，位于法国大東部大區孚日省，该省份为法国东北部内陆省份，北起默兹省和默尔特-摩泽尔省，西接上马恩省，南至上索恩省和贝尔福地区省，东临上莱茵省和下莱茵省。
与谢夫欧接壤的市镇（或旧市镇、城区）包括：奥埃勒维尔、阿邦库尔、库尔塞勒、布莱默雷。

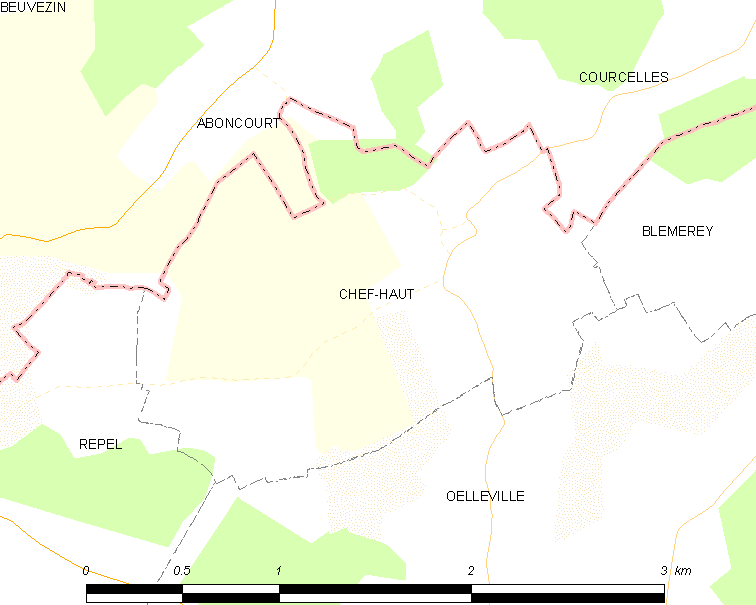
谢夫欧的OSM定位图

谢夫欧的时区为UTC+01:00、UTC+02:00（夏令时）。

## 行政
谢夫欧的邮政编码为88500，INSEE市镇编码为88100。

## 政治
谢夫欧所属的省级选区为米尔库尔县。

## 人口

1962-2008年间谢夫欧人口变化图示

谢夫欧于2022年1月1日时的人口数量为48人。